# 김하린
김하린(金荷潾, 1988년 9월 15일 ~ )은 대한민국의 배우다. 현재 소속사는 스타페이지엔터테인먼트 컴퍼니다.

## 학력
- 세종대학교 영화예술학과 졸업

## 연기 활동

### 드라마
- 2013년 SBS 주말 특별기획 《결혼의 여신》 나영 역
- 2014년 MBC 주말 특별기획 《호텔킹》 젊은시절 백미녀 역
- 2014년 tvN 목요드라마 《잉여공주》 박금비 역
- 2015년 tvN 월화드라마 《신분을 숨겨라》 연화 역
- 2015년 MBC 주말드라마 《여자를 울려》 예정 역
- 2016년 MBC 일일드라마 《워킹 맘 육아 대디》 젋은 옥수란 역
- 2020년 채널A 《터치》
- 2021년 tvN 《마인》
- 2022년 웹드라마 《속촌아씨》 주연
- 2024년 KBS 일일드라마 《수지맞은 우리》 서지영 역

### 영화
- 2005년《몽정기 2》
- 단편영화《소희》 주연
- 단편영화《착한 살인자들》 주연
- 2016년《이이네! 이이네! 이이네!》 주연
- 오늘의 사연 _ 인터뷰 (백종열 감독)

### 기타
한국민속촌 모델 '속촌아씨'